# 문미봉
문미봉(文美峰, 본명: 문인옥, 본명 한자: 文仁玉, 1932년 3월 5일 ~ )은 대한민국의 원로 배우이다.

## 생애
한국 전쟁 중이었던 1951년 경상북도 대구에서 연극배우로 첫 데뷔하였으며 그 후 1959년 부산문화방송 성우 공채 1기 선발되어 잠시 성우로도 활동하였었다.

## 학력
- 황해도 사리원보통학교 졸업
- 황해도 사리원여자고등보통학교 중퇴

## 출연작

### 연극
- 《대원군》 ... 순원황후 김씨 역(단역)

### 영화
- 2009년 《여름 32.9°C》 - 옥순 역 (단편 영화)
- 2004년 《늑대의 유혹》 - 외할머니 역
- 2003년 《영어완전정복》 - 외할머니 역
- 1997년 《산부인과》
- 1997년 《불새》 - 최 노파 역
- 1996년 《보스》
- 1996년 《박봉곤 가출 사건》 - 노파 역
- 1995년 《여자 일기》
- 1995년 《천재 선언》 - 상기 모 역
- 1995년 《매춘 6》
- 1995년 《비상구가 없다》 - 노파 역
- 1995년 《남자는 괴로워》
- 1995년 《헤드폰을 벗어라》
- 1994년 《거꾸로 가는 여자》 - 신씨 역
- 1994년 《휘모리》 - 송씨 역
- 1993년 《첫사랑》
- 1993년 《사라의 계절》 - 어머니 역
- 1993년 《아담이 눈뜰 때》 - 아담 모 역
- 1993년 《뜨거운 비》
- 1993년 《오사카의 푸른 밤》
- 1993년 《뽕띠》
- 1993년 《그 여자, 그 남자》 - 석 엄마 역
- 1993년 《배꼽위의 여자》 - 연실 모 역
- 1992년 《섬강에서 하늘까지》 - 할머니 역
- 1992년 《걸어서 하늘까지》
- 1992년 《장군의 아들 3》
- 1992년 《백치 애인》 - 목사 부인 역
- 1992년 《고독한 실력자》
- 1992년 《돌아오라 개구리소년》 - 찬조 조모 역
- 1992년 《서울의 달빛》
- 1992년 《여자의 시대는 끝나지 않는다》
- 1992년 《스물일곱송이 장미》 - 경자의 모 역
- 1992년 《겨울 미리내》
- 1991년 《서울의 달빛》
- 1991년 《경마장 가는 길》 - 다방 손님 역
- 1991년 《10대의 반항》
- 1991년 《열 일곱살의 쿠테타》
- 1991년 《개벽》 - 박씨 사모 역
- 1991년 《아르바이트 여자》
- 1991년 《수잔 브링크의 아리랑》
- 1991년 《검은 휘파람》 - 어머니 역
- 1991년 《사랑과 죽음의 메아리》 - 강욱 어머니 역
- 1991년 《오늘같이 좋은 날》 - 어머니 역
- 1991년 《지금 우리는 사랑하고 싶다》
- 1991년 《단지 그대가 여자라는 이유만으로》
- 1991년 《오늘같이 좋은 날》 - 어머니 역
- 1991년 《지금 우리는 사랑하고 싶다》
- 1991년 《갈마》 - 윤씨 역
- 1991년 《젊은 날의 초상》 - 김형 모 역
- 1991년 《너에게로 또다시》 - 가정부 역
- 1990년 《서울 통화중》 - 가정부 역
- 1990년 《짬뽕 홍길동》 - 길동 모 역
- 1990년 《꿈》 - 태수 부인 역
- 1990년 《색녀도》
- 1990년 《난 깜짝 놀랄 짓을 할거야》 - 영욱 모 역
- 1990년 《동경 아리랑》
- 1990년 《도시의 상처》
- 1990년 《미친 사랑의 노래》 - 교수 역
- 1990년 《동춘별곡》
- 1990년 《그들도 우리처럼》 - 떡집 아줌마 역
- 1990년 《애마부인 4》 - 어머니 역
- 1990년 《영웅필살》
- 1990년 《불타는 태양》
- 1990년 《성인 신고식》
- 1990년 《소쩍궁 탐정》
- 1990년 《매춘시대》
- 1990년 《고금소총 2》
- 1990년 《이조 여인숙명사 청상계》 - 권부인 역
- 1990년 《홀로 서는 그 날에》 - 성호 역
- 1990년 《여군 외출》(특별출연)
- 1990년 《추락하는 것은 날개가 있다》 - 어머니 역
- 1990년 《종자골》
- 1990년 《나는 날마다 일어선다》
- 1990년 《새벽외출》 - 성윤 모 역
- 1990년 《창부일색》 - 계주 역
- 1989년 《발바리의 추억》 - 희정 모 역
- 1989년 《오색의 전방》 - 아낙 3 역
- 1989년 《빨간 색깔의 여자》
- 1989년 《육담구담》
- 1989년 《달아난 말》
- 1989년 《회춘녀》
- 1989년 《내 사랑 동키호테》
- 1989년 《들병이》
- 1989년 《89 인간시장: 오! 하나님..》 - 민욱 모 역
- 1989년 《장미속의 살모사》
- 1989년 《산불》
- 1989년 《그 후로도 오랫동안》
- 1989년 《건드리지 좀 마》
- 1988년 《보릿고개》 - 아낙 3 역
- 1988년 《매춘》
- 1988년 《공방살 화녀》 - 신씨 역
- 1988년 《고금소총》 - 김 집사 부인 역
- 1988년 《오성군 한음군》
- 1988년 《업》
- 1988년 《접시꽃 당신》
- 1988년 《시로의 섬》 - 세원 모 역
- 1988년 《떡》
- 1988년 《아스팔트 위의 동키호테》
- 1988년 《당신은 안개꽃》 - 강 여사 역
- 1988년 《지리산의 성난 토끼들》
- 1988년 《빨간 앵두 4》
- 1988년 《슈퍼 홍길동》 - 길동 모 역
- 1987년 《성 리수일뎐》
- 1987년 《연산군》
- 1987년 《돌아이 3》
- 1987년 《한쪽날개의 천사》
- 1987년 《기쁜 우리 젊은 날》
- 1987년 《웅담부인》 - 장모 역
- 1987년 《호걸춘풍》
- 1987년 《못다 부른 노래님》
- 1987년 《사노》 - 부합 모 역
- 1987년 《얄숙이들의 개성시대》
- 1987년 《미미와 철수의 청춘 스케치》 - 철수 모 역
- 1987년 《87 영자의 전성시대》
- 1987년 《산딸기 3》
- 1987년 《밤나비》
- 1987년 《다섯 사람들》
- 1987년 《제2의 사춘기》
- 1987년 《위기의 여자》
- 1987년 《우리는 지금 제네바로 간다》 - 순나 어멈 역
- 1987년 《달빛 사냥꾼》 - 정호 모 역
- 1987년 《먼 여행 긴 터널》
- 1986년 《황진이》
- 1986년 《삼색 스캔들》
- 1986년 《금달래》
- 1986년 《물레방아》
- 1986년 《천사 늪에 잠들다》
- 1986년 《납자루떼》 - 세팔 모 역
- 1986년 《공포의 축제》
- 1986년 《무진 흐린뒤 안개》
- 1986년 《유혹시대》
- 1986년 《87 맨발의 청춘》
- 1986년 《열병시대》
- 1986년 《오늘만은 참으세요》
- 1986년 《욕망의 거리》
- 1985년 《피조개 뭍에 오르다》
- 1985년 《마지막 여름》
- 1985년 《고래 샤낭 2》
- 1985년 《미스 김》
- 1985년 《별리》
- 1985년 《신술마술》
- 1985년 《유리의 성》
- 1985년 《빨간 앵두 8》
- 1985년 《아가씨와 사관》
- 1985년 《아가다》
- 1985년 《그대 눈물이 마를때》
- 1985년 《깊고 깊은 그곳에》
- 1984년 《초대받은 성웅들》
- 1984년 《여자는 비처럼 남자를 적신다》
- 1984년 《그해 겨울은 따뜻했네》
- 1984년 《육식동물》
- 1984년 《88 짝꿍들》
- 1984년 《사랑하는 자식들아》
- 1984년 《흐르는 강물을 어찌 막으랴》
- 1984년 《울지 않는 호랑이》
- 1984년 《새댁 나팔을 불기 시작했다》
- 1984년 《상한 갈대》
- 1984년 《그 여름의 마지막 날》
- 1984년 《밤이 무너질 때》
- 1984년 《내가 마지막 본 흥남》 - 조씨 역
- 1984년 《너무합니다》
- 1983년 《대학 들개》
- 1983년 《연인들의 이야기》
- 1983년 《속 사랑하는 사람아》
- 1983년 《여인잔혹사 물레야 물레야》
- 1983년 《0시의 호텔》
- 1983년 《오마담의 외출》(우정출연)
- 1983년 《김마리라는 부인》
- 1983년 《대학 신입생 오달자의 봄》
- 1983년 《땜장이 아내》
- 1983년 《외출》
- 1983년 《신입사원 얄개》
- 1983년 《첫사랑은 못잊어》
- 1983년 《몽녀한》
- 1983년 《내 인생은 나의 것》
- 1982년 《애인》
- 1982년 《대학 얄개》
- 1982년 《겨울 여자 2》
- 1982년 《밤을 기다리는 해바라기》
- 1982년 《애마부인》
- 1982년 《갈채》
- 1982년 《날마다 허물벗는 꽃뱀》
- 1982년 《춘희》
- 1982년 《오염된 자식들》
- 1982년 《산딸기》
- 1982년 《버려진 청춘》
- 1982년 《철인들》
- 1982년 《나는 할렐루야 아줌마였다》 - 어머니 역
- 1982년 《집을 나온 여인》
- 1981년 《사향마곡》
- 1981년 《도시로 간 처녀》
- 1981년 《캔디 캔디》
- 1981년 《춘색호곡》
- 1981년 《초대받은 사람들》(우정출연)
- 1981년 《사랑하는 사람아》
- 1981년 《난장이가 쏘아올린 작은 공》
- 1980년 《복부인》
- 1980년 《월녀의 한》
- 1980년 《그 여자 사람잡네》 - 신애양 모 역
- 1980년 《우산속의 세 여자》
- 1980년 《낯선 곳에서 하룻밤》
- 1980년 《머저리들의 긴 겨울》
- 1980년 《외인들》
- 1980년 《땅울림》
- 1980년 《해 뜨는 집》
- 1980년 《아낌없이 바쳤는데》
- 1980년 《소림용문방》
- 1980년 《겨울 사랑》
- 1980년 《어느 여대생의 고백》
- 1979년 《마음 약해서》
- 1979년 《느미》
- 1979년 《가시를 삼킨 장미》
- 1979년 《나팔수》
- 1979년 《모모는 철부지》
- 1979년 《순자야》
- 1979년 《가을비 우산속에》
- 1979년 《나녀》
- 1979년 《O양의 아파트》
- 1979년 《광염 소나타》
- 1979년 《타인의 방》
- 1979년 《수병과 제독》
- 1979년 《휘청거리는 오후》
- 1978년 《꽃신》
- 1978년 《낙조》
- 1978년 《슬픔은 저별들에게도》
- 1978년 《소리치는 깃발》
- 1978년 《너의 창의 불이 꺼지고》
- 1978년 《슬픔은 파도를 넘칠 때》
- 1978년 《외팔이권왕》
- 1978년 《마지막 겨울》
- 1978년 《산골 나그네》
- 1978년 《황혼》
- 1978년 《화려한 외출》
- 1978년 《돌종》
- 1977년 《고교 우량아》
- 1977년 《이 다음에 우리는》
- 1977년 《일격필살》
- 1977년 《저 높은 곳을 향하여》
- 1977년 《고교결전 자! 지금부터야》
- 1977년 《만원》
- 1977년 《얄개행진곡》
- 1977년 《문》
- 1977년 《고교 꺼꾸리군 장다리군》
- 1977년 《불타는 소녀》
- 1977년 《가위 바위 보》
- 1977년 《사랑의 계절》
- 1976년 《혈육애》
- 1976년 《네가 좋아》
- 1976년 《야간학교》
- 1976년 《검은 띠의 후계자》
- 1976년 《어머니》
- 1976년 《야성의 숲》
- 1976년 《성난 능금》
- 1976년 《소녀의 기도》
- 1975년 《태백산맥》
- 1975년 《소》
- 1974년 《토지》
- 1974년 《아들 3형제》
- 1974년 《유관순》
- 1974년 《돌아온 외다리》
- 1974년 《하얀 손수건》
- 1973년 《삼일천하》
- 1973년 《바람아 구름아》
- 1973년 《산녀》
- 1971년 《홍콩서 온 철인 박》
- 1971년 《행복한 이별》
- 1971년 《위자료》
- 1971년 《두 남자》
- 1970년 《설원의 정》
- 1970년 《잊을 수가 있을까》
- 1970년 《여인극장》
- 1969년 《육군 김일병》
- 1969년 《만고강산》
- 1969년 《이별의 모정》
- 1969년 《상처》
- 1969년 《이조 여인잔혹사》
- 1969년 《모르는 여인의 편지》
- 1969년 《눈 나리는 밤》
- 1969년 《당신의 뜻이라면》
- 1969년 《속 미워도 다시 한 번》
- 1969년 《신세 좀 지자구요》
- 1969년 《비연맹녀》
- 1969년 《노래하는 박람회》
- 1969년 《꽃버선》
- 1969년 《떠나도 마음만은》
- 1969년 《주차장》
- 1969년 《서울야화》
- 1969년 《월부 남비서》
- 1969년 《시댁》
- 1969년 《어느 지붕밑에서》
- 1969년 《눈물의 여인》
- 1969년 《어느 하늘아래서》
- 1969년 《원한의 애꾸눈》
- 1969년 《차라리 남이라면》
- 1969년 《남자와 기생》
- 1968년 《여자의 일생》
- 1968년 《악마의 초대》
- 1968년 《별아 내 가슴에》
- 1968년 《똘똘이의 모험》
- 1968년 《방울대감》
- 1968년 《강산에 꽃이 피네》
- 1968년 《풍운》
- 1968년 《잘돼갑니다》
- 1968년 《수전지대》
- 1968년 《귀부인》
- 1968년 《못다한 사랑》
- 1967년 《문정왕후》
- 1967년 《상감마마 미워요》
- 1967년 《암행어사》
- 1967년 《어느 여배우의 고백》
- 1967년 《섬마을 선생》
- 1967년 《서울 아줌마》
- 1967년 《사격장의 아이들》
- 1966년 《망향》
- 1966년 《8240 K.L.O》
- 1966년 《유정》
- 1965년 《갯마을》
- 1965년 《용사는 살아 있다》
- 1964년 《맨발의 청춘》
- 1961년 《성춘향》

### TV 드라마
- 2015년 SBS 《에이스》 - 김분자 할머니 역
- 2006년 MBC 《90일, 사랑할 시간》 - 고미연 조모 역
- 2005년 KBS2 《부활》 - 박말숙 역
- 2003년 MBC 《사랑한다 말해줘》 - 큰 스님 역
- 1996년 KBS1 《신세대 보고 - 어른들은 몰라요: 스키장에서 생긴 일》
- 1994년 KBS2 《무당》
- 1993년 KBS2 《왕십리》
- 1991년 KBS2 《TV 손자병법》
- 1990년 KBS2 《드라마게임》 - 이씨의 문패 역
- 1989년 MBC 《제2공화국》 - 오숙근 역
- 1988년 KBS1 《따뜻한 남쪽 나라》
- 1987년 MBC 《전원일기》
- 1987년 MBC 《천둥소리》

## 수상
- 1993년 제4회 춘사대상영화제 여자우수연기상 《아담이 눈뜰 때》

## 같이 보기
- 유명순
- 김복희